# Bothriogryllacris turris
Bothriogryllacris turris is een rechtvleugelig insect uit de familie Gryllacrididae. De wetenschappelijke naam van deze soort is voor het eerst geldig gepubliceerd in 1983 door Rentz.